# 코번트리 시티 FC
코번트리 시티 FC(영어: Coventry City Association Football Club)는 코번트리를 연고지로 하는 잉글랜드의 축구 클럽으로 1883년에 창단되었으며 현재 EFL 챔피언십에서 활동 중이다.

## 역사
1883년 싱어즈 FC라는 이름으로 창단한 뒤 프리미어리그에서의 최고 성적은 전신인 풋볼 리그 1부 시절을 포함해 1969-70 시즌 6위일 정도로 프리미어리그에서는 이렇다할 성과가 없었지만 그래도 잉글랜드 FA컵에서는 1986-87 시즌에서 창단 첫 FA컵 우승을 차지했고 2023-24 시즌에서도 37년만에 FA컵 4강까지 올라 비록 결승 진출에는 실패했지만 강호 맨체스터 유나이티드를 상대로 승부차기까지 끌고 가는 저력을 발휘하며 1986-87 시즌 우승에 버금가는 좋은 성적을 거두었다.

## 선수 명단

### 현역
참고: FIFA 자격 규정에 따라 소속된 국가대표팀 국기를 표시합니다. 선수는 복수의 FIFA 비회원국 국적을 가지고 있을 수 있습니다.
| 번호 | 포지션 | 국적 | 이름                       |
| ---- | ------ | ---- | -------------------------- |
| 17   | FW     |      | 라파엘 보르게스 로드리게스 |

| 번호 | 포지션 | 국적 | 이름 |
| ---- | ------ | ---- | ---- |

## 역대 감독
| 감독          | 임기        |
| ------------- | ----------- |
| 테리 버처     | 1990 ~ 1992 |
| 고든 스트라컨 | 1996 ~ 2001 |
| 마크 로빈스   | 2012 ~ 2013 |
| 마크 로빈스   | 2017 ~      |